# Benjamin Pâquet
Pour les articles homonymes, voir Pâquet.
Benjamin Pâquet (27 mars 1832 - 25 février 1900) fut  un prêtre canadien, ordonné en 1857, un professeur de théologie et recteur de l'Université Laval entre 1887 et 1893.
Il a pris part aux controverses sur le catholicisme libéral dans la province de Québec, devenant le porte-parole du parti modéré au sein du clergé, soutenant l'évêque Elzéar-Alexandre Taschereau, au grand dam des ultramontains Louis-François Richer Laflèche et Ignace Bourget.

## Biographie
Mgr Pâquet naquit à Saint-Nicolas, le 27 mars 1832. Il entra au Petit Séminaire en 1845, au Grand Séminaire en 1854, et fut ordonné prêtre à peine trois années après, le 20 septembre 1857. Pendant ses études théologiques, il fit la Cinquième (1854-55) et la Troisième (1855-57). Nouveau prêtre, l'abbé Pâquet fut d'abord pendant cinq ans vicaire à la cathédrale, avec desserte de l'église de la basse-ville, où il rétablit les finances, passablement compromises. Rappelé au Séminaire, en septembre 1862, il fit encore la Troisième. Mais, l'automne suivant, il partait pour Rome, avec son frère, l'abbé Louis-Honoré, et l'abbé Louis Nazaire Bégin. On préparait alors un personnel qualifié pour la nouvelle Faculté de théologie de l'Université. Jusque-là, seul le futur cardinal Taschereau détenait un parchemin de Rome. En 1866, l'abbé Benjamin Pâquet revenait à Québec, docteur en théologie ; il fut agrégé au Séminaire la même année et placé, tout naturellement, au Grand Séminaire. Il enseigna la morale, de 1866 à 1879, avec, cependant une interruption, de 1874 à 1878, le temps qu'il séjourna en Europe, pour les intérêts de l'Université Laval, entre autres pour l'obtention de l'érection canonique, par la Bulle Inter varias sollicitudines, de 1877. « 
L'Université Laval n'oubliera jamais qu'elle doit cette haute faveur pontificale, et par conséquent, son rang de première université catholique d'Amérique au zèle infatigable de son ancien professeur ». L'abbé Benjamin Pâquet revint de Rome avec le titre de camérier secret de Sa Sainteté (1876), auquel s'ajoutera, en 1889, celui de protonotaire apostolique. Déjà admis au Conseil du Séminaire, en 1872, Mgr Benjamin Pâquet prit la tête du parti majoritaire, dans le projet de restauration de 1879, et la démission de l'abbé Adolphe Légaré comme procureur le fit désigner comme l'administrateur énergique et clairvoyant qu'il fallait pour conduire l'entreprise à bonne fin. La construction du nouveau grand séminaire, de 1879 à 1882, fut entièrement son œuvre et son triomphe. Il demeura procureur jusqu'à 1885, fut ensuite directeur du Grand Séminaire deux ans, supérieur et recteur de l'Université pendant deux termes consécutifs, de 1 887 à 1893. Après trois autres années comme directeur du Grand Séminaire, il se vit contraint à l'inaction par la maladie, jusqu'à son décès, le 25 février 1900 à l'âge de 67 ans, un mois avant son 68e anniversaire. Il avait donné naguère des conférences publiques de théologie, dont le texte se retrouve en volume, intitulé: Le Libéralisme. 
Mgr Pâquet, de concert avec son frère, l'abbé Louis-Honoré, avait construit dans sa paroisse natale, Saint-Nicolas, une résidence d'été appelée L'Ermitage, doublée d'une jolie chapelle en brique. Beaucoup de séminaristes et de confrères prêtres ont pu apprécier l'hospitalité de ce séjour enchanteur.